# Melissodes dagosa
Melissodes dagosa är en biart som beskrevs av Cockerell 1909. Melissodes dagosa ingår i släktet Melissodes och familjen långtungebin. Inga underarter finns listade i Catalogue of Life.